# Anna Földes
Anna Földes (n. 15 august 1930, Budapesta, Regatul Ungariei – d. 24 aprilie 2017) a fost o scriitoare și critic de artă maghiară.